# 马德里威斯汀皇宫酒店
马德里威斯汀皇宫酒店 (The Westin Palace Madrid)是西班牙马德里的一个豪华宾馆，位于中区圣热罗尼莫街及卡诺瓦斯广场。

## 历史
皇宫酒店系国王阿方索十三世建议，由比利时企业家Georges Marquet 开发。设计者为 Monnoyer 工作室和建筑师 Leon Eduard Ferrés i Puig, 它拥有800间客房，是欧洲最大的酒店,并使用了新材料: 钢筋混凝土。酒店于1911年3月9日奠基，1912年10月12日举行盛大开幕式。土地耗资150万比塞塔, 而酒店本身则耗资1500万比塞塔。
皇宫酒店是世界上第二家在每间客房都有浴室的酒店，也是西班牙第一家在每个房间都有电话的旅馆。在最初的几十年里, 酒店接待了像伊戈尔·费奥多罗维奇·斯特拉文斯基、毕加索、瑪麗·居禮、玛塔·哈里、约瑟芬·贝克、巴斯特·基顿、理查德·斯特劳斯、费德里戈·加西亚·洛尔卡、路易斯·布努埃尔和萨尔瓦多·达利这样的名人, 在1936-1939年西班牙内战期间，皇宫酒店成为军队医院。由于丰富的自然光，著名的玻璃圆顶休息室被用作经营剧场。战后, 酒店在1939年修复, 耗资400万比塞塔。
第二次世界大战后，皇宫酒店接待的嘉宾包括欧内斯特·海明威、奥森·威尔斯、劳伦·白考尔、丽塔·海华丝, 艾娃·加德纳和爱德华八世夫妇。 1972年,酒店的一整层临时成为中华人民共和国大使馆, 因为他们与西班牙重建了外交关系。在这段时间里, 亨利·基辛格在酒店会见了中国人，为中美关系的重新建立铺平了道路。
Georges Marquet的继承人在1977年把皇宫酒店卖给了西班牙商人 Enrique Maso。在1981年2月23日政变期间，酒店的总经理室由临时政府的成员接管，当时200多名国际记者充满了这个酒店。西班牙工人社会党在酒店庆祝他们在1982年选举中的压倒性胜利。Maso 于1989年将酒店出售给 CIGA 酒店, 这是一家由阿迦汗拥有的意大利奢侈品连锁店。皇宫酒店主办了以色列和巴勒斯坦之间的1991年马德里会议。CIGA在1995年被喜来登购买。喜达屋酒店又在1997年购买了喜来登酒店。1999年，该酒店被列为西班牙文化财产。2001年酒店更名为马德里威斯汀皇宫酒店。2001年马德里俱乐部的第一次会议在此召开,并招待包括戈尔巴乔夫和比尔·克林顿在内的国家元首。2005年, 喜达屋将酒店出售给万豪。。喜达屋继续在长期合同下经营这家酒店。